# Бівер-Ренч 163
Бівер-Ренч 163 (англ. Beaver Ranch 163) — індіанська резервація в Канаді, у провінції Альберта, у межах спеціалізованого муніципалітету Маккензі.

## Населення
За даними перепису 2016 року, індіанська резервація нараховувала 10 осіб, показавши скорочення на 37,5%, порівняно з 2011-м роком. Середня густина населення становила 1,1 осіб/км².

## Клімат
Середня річна температура становить -0,6°C, середня максимальна – 21,5°C, а середня мінімальна – -28,5°C. Середня річна кількість опадів – 394 мм.
| Клімат поселення                              | Клімат поселення | Клімат поселення | Клімат поселення | Клімат поселення | Клімат поселення | Клімат поселення | Клімат поселення | Клімат поселення | Клімат поселення | Клімат поселення | Клімат поселення | Клімат поселення | Клімат поселення |
| Показник                                      | Січ.             | Лют.             | Бер.             | Квіт.            | Трав.            | Черв.            | Лип.             | Серп.            | Вер.             | Жовт.            | Лист.            | Груд.            |                  |
| Середній максимум, °C                         | −14,71           | −9,66            | −2,58            | 9,08             | 16,54            | 21,46            | 20,95            | 19,25            | 13,50            | 6,27             | −5,67            | −14,48           |                  |
| Середня температура, °C                       | −21,58           | −16,51           | −9,45            | 2,20             | 9,70             | 14,60            | 16,68            | 14,97            | 9,22             | 1,98             | −9,97            | −18,76           |                  |
| Середній мінімум, °C                          | −28,46           | −23,4            | −16,31           | −4,67            | 2,82             | 7,73             | 12,39            | 10,68            | 4,93             | −2,3             | −14,23           | −23,04           |                  |
| Норма опадів, мм                              | 21               | 19               | 23               | 19               | 36               | 49               | 65               | 55               | 36               | 27               | 23               | 21               |                  |
| Середньомісячна швидкість вітру, м/с          | 2.50             | 2.60             | 2.90             | 3.10             | 3.20             | 3.00             | 2.60             | 2.70             | 3.00             | 3.10             | 2.70             | 2.40             |                  |
| Середньомісячна сонячна радіація, кДж/м²·день | 1906             | 4780             | 10529            | 16664            | 20597            | 22173            | 21018            | 16636            | 10490            | 5338             | 2198             | 1209             |                  |
| --------------------------------------------- | ---------------- | ---------------- | ---------------- | ---------------- | ---------------- | ---------------- | ---------------- | ---------------- | ---------------- | ---------------- | ---------------- | ---------------- | ---------------- |
| Джерело:                                      |                  |                  |                  |                  |                  |                  |                  |                  |                  |                  |                  |                  |                  |